# Priscilla Chan
Priscilla Chan (Braintree (Massachusetts), 24 februari 1985) is een Amerikaanse filantroop en kinderarts.

## Biografie
Chan werd geboren in Braintree, Massachusetts en groeide op in Quincy, net buiten Boston. Haar ouders waren etnische Chinese vluchtelingen die als bootvluchtelingen een goed heenkomen zochten uit Vietnam na het einde van de Vietnamoorlog in 1975. Chan leerde Kantonees spreken en diende als tolk voor haar grootouders. Ze heeft twee jongere zussen. Volgens een Facebookbericht door Mark Zuckerberg is zij boeddhist.
Chan studeerde aan de Harvard-universiteit, waar ze in 2003 Mark Zuckerberg ontmoette. In eerste instantie bood Zuckerberg Chan een functie binnen zijn bedrijf aan. Later kreeg het stel een relatie.
Chan behaalde in 2007 de graad Bachelor of Arts in biologie. Na haar afstuderen doceerde ze een jaar lang natuurwetenschappen aan de particuliere Harker School, alvorens geneeskunde te gaan studeren aan de University of California, te San Francisco in 2008. Ze studeerde af in 2012 en trouwde kort daarna met Zuckerberg. In de zomer van 2015 voltooide zij haar opleiding tot kinderarts.
Chan en Zuckerberg kondigden op 1 december 2015 de geboorte aan van hun dochter, Maxima Chan Zuckerberg ("Max", Chinees: 陈明宇; pinyin: Chén Míngyǔ). Eerder had Chan drie miskramen.
Chan werkt in 2016 als kinderarts in een ziekenhuis in San Francisco.

## Liefdadigheid
Haar man is medeoprichter en CEO van Facebook. Vanaf 2015 hebben zij en haar man meer dan 1,6 miljard dollar toegezegd aan goede doelen. In december 2015 beloofden ze 99% van hun aandelen in Facebook, geschat op 45 miljard dollar, aan het Chan Zuckerberg-initiatief, een filantropische en politieke pressiegroep die zich op gezondheidszorg en onderwijs richt. In werkelijkheid hebben ze echter geen stichting maar Delaware BV opgezet. Hiermee hoeven ze juridisch gezien niets te geven aan liefdadigheid en kunnen ze onder meer doneren aan politieke campagnes, winst genereren en het geld gebruiken voor privé-doeleinden.
Chan speelt als kinderarts de hoofdrol in het project om het wetenschappelijk onderzoek naar ziektes te versnellen, met als ambitieus doel om tegen het eind van de 21ste eeuw alle ziektes uit te bannen, te genezen of effectief te behandelen. Hiervoor stelt het echtpaar 3 miljard dollar ter beschikking.
Chan en Zuckerberg investeren honderden miljoenen in opleiding en gezondheidszorg voor kinderen, onder andere in de San Francisco Bay Area. In oktober 2016 kondigde Chan aan dat zij hoofd zal worden van een nieuw te stichten en door het echtpaar Chan-Zuckerberg te financieren basisschool. De school zal zich gaan richten op gezondheidszorg en educatie voor 50 families. De gratis school gaat diensten aan de families van de leerlingen leveren, onder andere op het gebied van de geestelijke gezondheidszorg en prenatale zorg.